# Lindsay Hanekom
Lindsay Hanekom (* 15. Mai 1993 in Kapstadt) ist ein südafrikanischer Leichtathlet, der sich auf den 400-Meter-Hürdenlauf spezialisiert hat.

## Sportliche Laufbahn
Erste internationale Erfahrungen sammelte Lindsay Hanekom bei der Sommer-Universiade 2015 in Gwangju, bei der er im 400-Meter-Hürdenlauf bis in das Halbfinale gelangte, dort aber mit 50,36 s ausschied. Zudem gelangte er mit der südafrikanischen 4-mal-400-Meter-Staffel bis in das Finale, wurde dort aber disqualifiziert. Im Jahr darauf qualifizierte er sich für die Olympischen Spiele in Rio de Janeiro, bei denen er mit 50,22 s im Vorlauf ausschied. 2019 nahm er erstmals an den Afrikaspielen in Rabat teil und belegte dort in 49,98 s den fünften Platz. Er qualifizierte sich auch für die Weltmeisterschaften in Doha, bei denen er mit 51,71 s in der ersten Runde ausschied.
2018 und 2019 wurde Hanekom südafrikanischer Meister im 400-Meter-Hürdenlauf sowie 2016 in der 4-mal-400-Meter-Staffel.

## Persönliche Bestleistungen
- 400 m Hürden: 48,81 s, 27. April 2019 in Germiston